# Kimberly dela Cruz
Kimberly dela Cruz es una fotógrafa filipina. En 2023 fue galardonada con el World Press Photo. También ha sido la coordinadora del proyecto del proyecto de historias del Centro Filipino de Periodismo de Investigación.

## Carrera
Mientras estudiaba periodismo, Dela Cruz se convirtió en activista estudiantil, llevando su cámara durante las protestas. Después de graduarse, empezó su carrera trabajando  entre 2013 y 2017 como corresponsal fotográfica de Philippine Daily Inquirer antes de trabajar con fotografía documental y trabajar para diferentes publicaciones. A partir de 2016 comenzó a documentar la guerra contra las drogas en las Filipinas mediante fotografías e investigaciones, y al año siguiente coprodujo «Si Kian», un libro infantil sobre el asesinato de Kian Delos Santos que ganó un Premio Nacional del Libro Infantil. En 2018, se convirtió en becaria de la International Women's Media Foundation y fue enviada a El Salvador para cubrir temas relacionados con migración, LGBTQI y mujeres.
Entre sus proyectos, Dela Cruz produjo Death of a Nation («Muerte de una nación»), una colección de fotografías que narran escenas relacionados con la guerra contra las drogas en Manila y las vidas de las familias afectadas por los asesinatos. Por la serie, en 2019 fue preseleccionada  para el Premio Inge Morath de la Fundación Magnum, en 2021 fue galardonada con el W. Eugene Smith Memorial Fund for Humanistic Photography, y en 2023 fue premiada en la categoría de "proyecto a largo plazo" del concurso de World Press Photo.
Su trabajo ha sido aparecido en varias publicaciones y exposiciones a nivel internacional, incluyendo en The Washington Post, la revista Time, BuzzFeed y en varias publicaciones locales. Ha participado en exhibiciones grupales nocturnas sobre el trabajo de fotógrafos filipinos que han documentado las ejecuciones extrajudiciales en el país. Las exhibiciones se realizaron en Bosnia, Francia y Tailandia. También ha sido la coordinadora del proyecto de historias del Centro Filipino de Periodismo de Investigación, donde coprodujo «Si Kian».